# Mannophorus laetus
Mannophorus laetus är en skalbaggsart som beskrevs av Leconte 1854. Mannophorus laetus ingår i släktet Mannophorus och familjen långhorningar. Inga underarter finns listade i Catalogue of Life.